# Boj-Bulok
Boj-Bulok (znan tudi kot Boy-Bulok, uzbeško Boybuloq, rusko Бой-Булок) je najgloblja jama v Uzbekistanu, v Srednji Aziji in tudi v vsej Aziji razen njenega zahodnega dela. Je 1517 m globoka in 18400 m dolga, njen glavni vhod pa je na nadmorski višini 2647 m. Nahaja se na robu gorskega grebena Baysun-Tau, južnega vznožja gorovja Gisar, na jugovzhodu države. Najbližja vas je Dehibolo, severovzhodno od Boysuna.
Jama je nastala v pokritem krasu, v zgornjih in srednjih jurskih apnencih, v monoklinalnih skladih, v ohranjenem krilu antiklinale. Debelina apnenčastih skladov je od 200 do 350 metrov. V nasprotju z večino kraških jam je ni naredila padavinska voda, ki bi pronicala s površja, ampak je, ker je topna kamnina prekrita z netopnimi plastmi, nastala zaradi kondenzacije. Zato je jama dolg niz zelo ozkih rovov, ki se spuščajo po vpadnem kotu skladov, in ki jih občasno prekinjajo navpična brezna. Le-ta ne presegajo 30 m globine, jama pa se konča z neprehodnim sifonom.
Ruski jamarji, predvsem iz Jekaterinburškega jamarskega društva (SGS) in Združenja uralskih jamarjev (ASU), Boj-Bulok raziskujejo od leta 1984, sodelovali pa so tudi jamarji iz Italije, Velike Britanije, Slovaške, Francije in Švice (v kronološkem vrstnem redu).

## Poimenovanje
Po dežju iz vhoda v jamo teče potoček, redkost na sicer zelo sušni gori, in po tem izviru je jama dobila ime. Sestavljeno je iz dveh besed: boj in bulok, kar pomeni bogat izvir v uzbeškem jeziku in v jeziku prebivalcev najbližje vasi, tadžiškem.

## Zgodovina
Jamo so domačini poznali že od nekdaj, saj od vhoda teče potoček po pobočju gore. Pozimi je vas Dehibolo na nadmorski višini 1750 m, ime pomeni "najvišja vas", odrezana od sveta zaradi snega, poleti pa nekaj izvirov, ki oskrbujejo prebivalce z vodo, pogosto presahne. Aprila 1971 je Mustafo Zokirovič Holmominov (rojen leta 1917), kmet iz Dehibola odšel na 4-urno pot do jame (6 km), s svojim sinom Hudojberdijem (rojenim leta 1957) in dvema osloma. Jama mu je bila znana, že večkrat jo je obiskal. Prišla sta do vhoda in Mustafo se je odpravil globlje v jamo, da bi molil. Po približno uri plazenja je prišel do prvega brezna, kjer pa mu je ugasnila petrolejka. V temi ni našel poti nazaj proti vhodu, padel v brezno in umrl. Hudojberdi ga je čakal pred jamo še dva dni, nakar so prišli vaščani iz Dehibola in ga na silo odvlekli nazaj v vas.
Možje iz Dehibola so tisto poletje in naslednja leta še večkrat poskušali najti Mustafoja v jami, vendar brez uspeha. Njegove ostanke so odkrili šele leta 1985, med prvim speleološkim raziskovanjem jame.

## Raziskovanje jame
Po odkritju Kijevske jame na planoti Kirk Tau v Uzbekistanu leta 1972, na nadmorski višini 2340 m, ki je bila potem raziskana do globine 990 m in bila v letih 1977-1978 najgloblja jama v ZSSR, so ruski speleologi iz Ekaterinburga (SGS) v poznih 1970-ih in zgodnjih 1980-ih začeli iskati nove globoke jame na širšem območju te države. Maja 1981 so odkrili jamo Zindan (pozneje preimenovano v Ural-Zenkova (Zindanska) jama, 3100 m nad morjem v grebenu Ketmen-Čapta. Njen izvir na 1300 m nadmorske višine je nakazoval možnost zelo globoke jame. Do januarja 1983 je bila dosežena njena končna globina 565 m v sifonu, preozkem za potapljače. Več odprav, ki so poleti 1983 iskale nove jame, je bilo neuspešnih, leta 1984 pa je zelo majhna odprava SGS, poslana na gorovje Hodža-Gur-Gur-Ata odkrila več obetavnih vhodov.
Med večjo odpravo leta 1985 je bila skupina petih jamarjev poslana na greben Surhan-Tau, da bi še tam našli kakšno novo jamo. Na poti so v vasi Kurganča, 1455 m nad morjem, izvedeli, da je višje na gori jama, imenuje se Boj-Bulok, v katero se je vaščan iz najvišjega naselja v Uzbekistanu, vasi Dehibolo, odpravil leta 1971 in se ni več vrnil. Sledili so strugi potoka in našli nizek vhod v jamo na nadmorski višini 2647 m. Jama se je začela s 30 metri rova, po katerem se je bilo treba plaziti, do vratu v židkem blatu, nakar se je šele bilo mogoče vzravnati. Sledil je ozek meander, ki se je počasi vzpenjal, po 600 metrih do višine 90 metrov, kjer je zavil navzdol. Na dnu 27-metrskega brezna so našli človeške ostanke. Pripadali so Mustafoju Zokiroviču Holmominovu.
Ne samo v Boj-Buloku, ampak tudi v večini drugih jam tam naokoli si sledijo zelo ozki rovi, kjer ni prostora za dva in kjer so možnosti za pomoč ali reševanje v primeru nesreče zelo skromne, kot je to v knjigi opisal Sergej Kuklev, udeleženec odprave SGS:
Vprašal sem Ilijo in pri tem skušal govoriti s čim bolj mirnim glasom, kako bi bilo po njegovem mnenju lažje priti skozi ožino v že tako tesnem meandru, zgoraj ali spodaj? Malo je premislil in odgovoril, da bi bilo spodaj prav gotovo bolje. In tako sem se, sploščen kot morski list, stlačil v luknjo pod skalami, komaj dovolj široko za glavo. In se seveda zataknil. Jamarski kombinezon, raztrgan na vseh mogočih mestih, ni popustil, zato sem moral malo predahniti ... Samo bog ali lastne sile lahko pomagajo nekomu, ki se je zataknil v Boj-Buloku - za dva tam preprosto ni prostora. Na eni od prejšnjih odprav se je zgodilo, da se je jamar po nesreči odpel z vrvi v breznu, padel 17 metrov globoko in si zlomil obe nogi. Vse, kar smo lahko naredili, je bilo, da smo imeli tablete proti bolečinam ves čas pri roki. Dva dni je trajalo, da se je sam priplazil iz jame ...
V naslednjih letih je bilo še več odprav: leta 1986 so jamo poglobili na 400 m, leta 1987 na 500 m in posmrtne ostanke Zokirova vrnili njegovi družini, leta 1988 je bil sifon na -600 m preplavan s potopom na vdih, zatem pa so še skalno pregrado na drugi strani toliko znižali, da je bilo nastalo jezero mogoče prebroditi, odkrili pa so tudi nov rokav, ki se je nadaljeval do -900 m. Leta 1989 je sovjetsko-italijanska odprava dosegla končni sifon na -1158 m in se uspela povzpeti do točke v jami 156 m nad vhodom, kar je dalo skupno globino 1310 m. Leta 1990 je sovjetsko-angleški odpravi uspelo razširiti nov rov v jami navzgor, na +222 m (skupna globina 1376 m). Kot je razvidno iz zgornjega prereza jame, se je to mednarodno sodelovanje odrazilo v poimenovanju treh večjih jamskih delov: Italijanskega, Angleškega in Ruskega rova.
Leta 1991 so okrili spodnje etaže Novega dela jame, leta 1992 pa so preplezali še večji kamin, na +257 m, kar je dalo končno globino jame 1415 m. Leta 1995 je bil prekopan večji podor v jami, leta 1998 pa sta bila potopa v sifonu na -560 m in v izviru Holtan-Čašma, kamor teče voda s končnega sifona v jami; oba sta se končala brez uspeha. Izvir se nahaja 130 m pod končnim jamskim sifonom, vodoravna razdalja pa je 7 km, zato so vmesni rovi najverjetneje potopljeni.  Pretresi v naslednjih letih, ki so sledili razpadu Sovjetske zveze, niso bili naklonjeni jamskim odpravam, in so se jamarji SGS v Uzbekistan vrnili šele leta 2007, v Boj-Bulok, odprave pa so sledile potem skoraj vsako leto. Odkrili in raziskali so več novih rovov, globina jame pa se ni več spremenila. Potapljanje v izviru Holtan-Čašma se je nadaljevalo v letih 2014, 2015 in 2016, ko so potapljači prodrli 170 m daleč in 18 m globoko do večjega prostora lečaste oblike z ozkimi špranjami v dnu, ki pa so bile preozke, da bi se dalo priti skoznje.
Med odpravo SGS in ASU leta 2021, v kateri sta sodelovala tudi dva slovenska jamarja, je raziskovalna skupina izmerila navzgor segajoče rove v Novem rokavu jame, raziskane leta 2016. Meritve so pokazale, da se najvišja dosežena točka, kjer se rov zoži v še neprehodno odprtino z močnim prepihom, nahaja 272 m nad vhodom. Amplituda Boybuloqa se je spremenila s 1415 m, doseženih leta 1992, na 1430 m, dolžina jame pa se je povečala na 15212 m.
Avgusta 2022 je bila 20-članska ruska odprava Boj-Bulok 2022, ponovno v okviru Jamarskega društva Ekaterinburg in Združenja uralskih jamarjev, pod vodstvom Vadima Loginova. Delali so le v Boj-Buloku. Tabor so tokrat postavili 2770 m nad morjem, 120 m nad vhodom jamo. Cilj je bil en sam - raziskati vse možnosti povezave jame z Višnjevskim. Bile so štiri delovne skupine. Dvočlanska potapljaška skupina je raziskala tri sifone. Dva sta bila preozka, tretjega je eden od obeh potapljačev uspešno preplaval. Gorvodno je sledil velik rov, raziskal ga je nekaj deset metrov daleč in se vrnil, za naprej ni imel niti znanja niti opreme. Izvidniška skupina, tudi dvočlanska, je pregledala stranske rove in meandre v bližini. Našla sta več manjših rovov, vsi so se končali z neprehodnimi ožinami. Prepiha v smeri jame Višnjevskega nista našla. Plezalna skupina, spet iz dveh, je raziskovala zgornja nadstropja jame. Odkrili so več zank, kamin, ki vodi v vodoravni rov,ta pa se konča z breznom, ki pripelje v že znani del jame. Na koncu odprave sta se ekspedicije so se povzpela na vrh 170 metrov visokega, precej širokega kamina, ki se je nadaljeval z rovom. Ta naj bi vodil v smeri Višnjevskega. Zaradi pomanjkanja časa sta se vrnila. Štiričlanska kopaška ekipa je širila ožino v predvideni smeri k Višnjevskemu. Napredovali so okoli 20 metrov, prepiha spet ni bilo.
Globina jame se ni spremenila, raziskanih je bilo okoli 1 km novih rovov, merili jih niso.
Leta 2023, spet avgusta je bila velika, 33-članska odprava, ruska s po enim udeležencem iz Tajvana in iz Češke, v enakem aranžmaju kot leta 2022. Delali so v obeh jamah, v Boj-Buloku in v Višnjevskem.
V Boj-Buloku je kopaška skupina na mestu, najbližjem Višnjevskemu, napredovala za 20 metrov, prepiha tudi na tej strani ni bilo. Plezalna skupina je šla po rovih in kaminih v smeri Višnjevskega. Odkrili so več novih galerij, na vrhu 170-metrskega kamina je šel rov še 666 metrov naprej in se končal s podorom. Vzorce kapnikov so nabrali v jami Lunnaja (Lunina jama), ki teče nad rovi Višnjevskega), za analizo na Oddelku za geoznanosti Tajvanske narodne univerze v Tajpeju. Na vrhu Boj-Buloka, v rovu 270 m nad vhodom v jamo, so postavili podzemni tabor, iz katerega je majhna skupina širila ozek prehod na najvišji točki jame, z zelo močnim prepihom. Prišli so 4 metre naprej.
Druga skupina, dvočlanska, je delala iz Tabora Nič (ker je na približno isti nadmorski višini kot vhod v jamo). Preplezala sta nekaj stopenj in kaminov ter na vrhu enega odkrila ozek rov, ki se je nadaljeval navzgor v smeri vrha grebena Čulbair, proti steni na njegovi vzhodni strani. Prehodila sta poldrugi kilometer in del rova tudi izmerila.
Zadnji dan odprave sta izmerila nadmorsko višino zadnje dosežene točke z višinomerom in znatno povečala amplitudo jame. Rov se nadaljuje, vendar sta se morala zaradi pomanjkanja časa vrniti.
Boj-Bulok je dosegel novo globino 1517 metrov in dolžino 18,4 km.

## Jama Višnjevskega
2015 V letu smrti Aleksandra Sergejeviča Višnjevskega, vodje odprav SGS v Boj-Bulok v letih 1988 - 1992 in 1995 - 2008, je skupina sedmih jamarjev SGS in ASU pod vodstvom Vasilija Samsonova iz Orenburga sistematično prečesala 3 km dolg odsek 150-200 m visoke stene, ki tvori rob grebena nad Boj-Bulokom. Našli so več možnih vhodov v jame, vsi so bili 30-50 m pod robom stene. Najbolj obetaven pa je bil tisti z oznako ČB-15 (Čulbair 15) in s koordinatama 38°22′27″N 67°31′58″E / 38.37417°N 67.53278°E. Vhod je 8 m visok spodmol na nadmorski višini 3522 m, 25 m pod vrhom grebena, dostop je možen le s spustom po vrvi. Vhodu je sledil niz manjših brezen, povezanih z ozkimi meandri. 400 metrov daleč in 70 metrov globoko so se ustavili pri zelo ozki pasaži z močnim prepihom. Po štirih urah dela so jo prebili. Za pasažo se je odprlo večje brezno, ki so ga pustili za prihodnjič.
2016 V jami je delala skupina sedmih, štirih Rusov in treh Italijanov (speleo klub La Venta) iz odprave Bajsun-Tau 2016. Zaradi dolge poti iz baznega tabora (3 ure) do jame so del tabora premaknili na vrh grebena. Tam so se pojavile težave, ker ni bilo v bližini nobenega izvira, zaradi močnega vetra in zelo nizkih nočnih temperatur. Razširili so zadnjo pasažo iz leta 2015, sestopili 15 m v dvorano "Kune", ki se je nadaljevala z zelo ozkim, ponekod pa precej visokim meandrom (3-30 m). Za njim je bil poševen, zelo spolzek meander. Končal se je s 40-metrskim breznom, 4-5 ur od vhoda, na dnu katerega je bil pozneje postavljen tabor -168. Sledili so prepihu in se po vrsti ozkih pasaž, navpičnih in vodoravnih, ki jih je bilo treba širiti, spustili v nekoliko širši meander s potočkom na dnu. Po 300 m je sledilo 12 m globoko brezno, meander na dnu pa je pripeljal do širšega in višjega meandra z večjim vodnim tokom. Končal se je z ozko pasažo, ki so jo prebili in prišli do 8 m brezna, kjer se je bilo zaradi pomanjkanja časa treba obrniti. Izmerjeni del jame so poglobili na 234 m in podaljšali na 1089 m, več stranskih rovov je ostalo še nepregledanih. Meritve so pokazale, da se jama, ki so jo preimenovali v Jamo Višnjevskega, ves čas spušča proti Boj-Buloku.
2017 Odprava 10 članov SGS in ASU se je utaborila nad jamo na nadmorski višini 3500 m. Po kratki aklimatizaciji so šli v jamo in postavili Tabor -168. Sergej Terehin in Artur Abdjušev sta v eni sami neprekinjeni dvodnevni akciji napredovala po jami do sifona na -735 m. Postavili so še en tabor, Tabor visečih mrež (ni se dalo spati na tleh). Novoodkrito nadaljevanje je bil rov, v povprečju širok 50 cm, s potočkom, v katerega se stekajo štirje še neraziskani pritoki. Odprava je namerila novih 586 m globine in 2800 m dolžine. Meritve so pokazale, da se jama še vedno spušča proti Novemu delu Boj-Buloka, pod kotom 19 stopinj, enakim kot površije grebena. Rovi so bili od površja oddaljeni 70 - 100 m. Za izdelavo 3D modela jame so natančno izmerili tudi površje grebena. Del odprave je iskal nove vhode v jame na planoti grebena in ob steni, kar bi skrajšalo mukotrpno in zamudno plazenje do dna Višnjevskega. Najdenih je bilo več zanimivih jam, kot so Lunnaja (Lunina jama), U istočnika (Jama pri izviru), Logovo, delali so tudi v ČB-17, a nobena se ni povezala z Jamo Višnjevskega.
2018 25-članska mednarodna odprava, 14 jamarjev iz SGS in ASU, 8 iz Francije in 3 iz Švice se je namenila raziskovati ne samo Jamo Višnjevskega, ampak tudi Boj-Bulok ter jame Lunnaja in ČB-5. Utaborili so se na nadmorski višini 3000 m, uro od vhoda v Višnjevskega in uro in pol od Boj-Buloka. V jami so postavili dva tabora z mrežami, na -350 m in na -600 m. Blizu spodnjega tabora, v stranskem pritoku, ki se je nadaljeval v nasprotni smeri (navzgor), so odkrili majhen stranski rov, možno nadaljevanje proti Boj-Buloku. V enem od preostalih dveh pregledanih pritokov so našli prostoren, 80 m visok kamin, ki se konča 20 m pod površjem. Zunaj so v kanjonu, ki vodi do Boj-Buloka, odkrili odtise dinozavrov, v Novem delu te jame pa so natančneje pregledali mesto možne povezave z Jamo Višnjevskega. Obhoda okoli sifona niso našli, v jamah Višnjevskega in Lunnaja pa so izmerili 2500 m novih rovov.
2019 V tem letu je bilo težko zbrati odpravo, saj ni bilo jasnega nadaljevanja, še posebej ne mimo sifona, ko pa so se ekipi SGS in ASU pridružili tudi jamarji iz Moskve in Irkutska, se jih je zbralo petnajst. Zunanji tabor so postavili na preizkušeni lokaciji v bližini jame Lunnaja. Skupina štirih: Evgenij Sakulin, Petr Kovešnikov, Anastasija Janina in Andrej Minogin je odšla na dno, da bi tam postavila Tabor sifon in poskusila najti nadaljevanje v pritoku na -600 m. Toda že prvi dan, ko so prispeli na dno sta se Evgenij in Anastasija uspela splaziti skozi ozko, napol zalito pasažo in dosegla meander za sifonom. Jama se je nadaljevala v pravo smer. Druge načrte so opustili in skupina, okrepljena z Evgenijem Ribko, Vasilijem Samsonovim in Vadimom Loginovim (v taboru so imeli s površjem telefonsko zvezo), se je odpravila naprej po širokem meandru s potočkom na dnu in 1-5 m globokimi skoki. Čez nekaj časa je potok izginil pod kapniškimi tlemi v ozkem prehodu, nad katerim se je začela "Velika galerija". Bila je suha, strop se je postopoma spuščal, po rovu se je bilo treba plaziti, trdna tla je zamenjala glina, postalo je mokro. Prehod po tem delu traja dve uri. Rov je zarezal v nov meander, kjer se je pod stropom odprla "Velika podorna dvorana". Naslednji meander ni bil širok, na dnu je bil potoček, ponekod je tekel po sigi. Z leve strani se je pridružil še en pritok.
Rov se je nadaljeval z nekaj manjšimi skoki, ki jih je bilo treba opremiti z vrvjo. Lep barvit meander so zaradi obilice kapniškega okrasja imenovali "Jantarna reka". Z desne je prišel večji vodni tok, najverjetneje potoček, ki je izginil v tleh pred "Veliko galerijo". Križišču so dali ime "Akvapark", prečenje pa je zahtevalo tek pod tušem. Na levi, pod stropom meandra, so na majhni polici postavili Tabor Gnezdo. Sledil je še večji meander s pretokom približno liter na sekundo. Na klasičnem krasu bi se to zdelo malo, na tej sušni gori pa je to veliko. Rov se je končal z 12-metrskim breznom, "Freerope", z močnim tušem, čemur so sledila brezna 10, 8 in 12 m, ki jih je bilo tudi treba opremiti. Ustavili so se na vrhu naslednjega, 20 m globokega brezna, ki so mu dali ime "50 metrca", za njim pa je bilo videti še eno brezno. Zmanjkalo je časa, vrvi in svedrovcev. Jama je šla ves čas še naprej proti nizu majhnih brezen v Novem delu Boj-Buloka. Jamo Višnjevskega so poglobili na 1131 m in podaljšali na 8004 m. Leta 2019 so bili postavljeni trije tabori, na -168 m, -614 m in -1049 m, izmerjenih je bilo 2628 m novih rovov in 438 m nove globine.
Najgloblja točka, dosežena v Višnjevskem, je bila 50 m navpično (zgoraj) in 200 m vodoravno od Boj-Buloka. Iz povezave obeh jam bi nastal jamski splet s skupno globino 2033 m.
2020 Zaradi pandemije Covid-19 so bili načrti za veliko odpravo v jame gorskega grebena Čulbair, predvsem v Jamo Višnjevskega, preloženi.
2021 Junija 2021 se je odprla možnost potovanja v Uzbekistan in avgusta je prišlo do 18-članske rusko-francosko-slovensko-uzbeške odprave Boybuloq 2021. Spet sta jo organizirala SGS in ASU, vodil jo je Vadim Loginov. Jama Višnjevskega se je po zadnji točki, doseženi leta 2019, nadaljevala z vrsto manjših stopenj, ki jim je sledilo 30-metrsko brezno. Na dnu je bilo več nadaljevanj. Jamarji so šli za vodo in prišli do polsifona, z le malo prostora med gladino in stropom. Prebredli so ga, nato pa še dva taka polsifona. Jama se je nadaljevala z rovom in z 20 metrov globoko stopnjo, s katere se je potoček, okoli 10 l/sek., zlival v velik sifon. Ta ni bil prehoden, potrebno bi bilo potapljanje, suhega obhoda niso našli. Po raziskavi vseh stranskih odcepov, ki so vodili od ene jame k drugi na najbližjih mestih je odpravi uspelo zmanjšati vmesno razdaljo na 70 m, med dvema ozkima meandroma, na približno enaki nadmorski višini. Oba sta še preozka, pravega prepiha še ni bilo.
2023 V jami Višnevskega so delale tri skupine odprave Boj-Bulok 2023. Kopaška skupina je širila ožino v smeri Boj-Buloka, prišli so 35 metrov naprej, spet ni bilo nobenega prepiha. Plezalna skupina je raziskovala rove na vrhu kaminov. Na vrhu enega so se prekopali do rova, ki se je po 30 metrih končal. Skupina za izsušitev sifona je praznila manjši sifon z ujeto vodo v spodnjem delu jame, s pomočjo vodotesnih transportnih vreč. Sifon jim je uspelo izprazniti do polovice. Vzpostavili so tudi stalno zvezo med jamama s telefoni Nicola. Najboljšo povezavo so iskali tudi s poslušanjem zvokov z obeh strani (vrtanje, udarci kladiva). Najbolje se je slišalo v bližini že omenjenega sifona, in najbližjega rova v Boj-Buloku. Glede na jamski poligon je razdalja med otema točkama 70 metrov, vendar je zaradi zelo dobrega prenosa zvoka verjetno manj kot 50 metrov. Jama Višnjevskega je ostala globoka 1283 metrov, njena dolžina se je povečala na 8,6 km.

## Jama in svet
Odkritja v obeh jamah, Boj-Buloku in Jami Višnjevskega, dosežena med odpravami v letih od 2019 do 2023, so potrdila domnevo, da je v grebenu Čulbair zelo globok, zapleten in široko razvejan visokogorski jamski splet.
Na svetu je 14 gora, višjih od 8000 metrov - prva je bila preplezana leta 1950, zadnja pa leta 1964, imamo pa (leta 2020) le dve jami, globlji od 2000 metrov. Obe tako imenovani superjami, eni zadnjih kopenskih mejnikov, sta ta status dosegli pol stoletja kasneje, Krubera-Voronja (globoka 2197 m) je 2000 m presegla leta 2004, po 44 letih raziskovanja, Verëvkina (2212 m) pa leta 2017, 49 let po odkritju. S pričakovano povezavo Boj-Buloka in Jame Višnjevskega bi nastala tretja superjama. Leta 2001 se je najgloblja jama na svetu iz Srednje Evrope preselila v Abhazijo na Zahodnem Kavkazu, kjer so bile leta 2020 štiri najgloblje jame na svetu. Možnost doseganja še večjih globin pa ni velika, saj nadmorske višine vhodov v jame na tem področju, na gorovjih Arabika in Bzyb, redko presegajo 2300 m (najvišja vrhova sta Arabika, 2656 m in Napra, 2684 m). Drugi dve področji na svetu z znanim potencialom za zelo globoke jame sta Sierra Juárez v Oaxaci na jugu Mehike z jamo Chevé, kjer so skladi apnenca debeli več kot 2500 m, in masiv Aladaglar v Turčiji z jamo Kuzgun, kjer je apnenec debel 4000 m. Kljub zelo velikim naporom ter več kot 40 letom podzemskih raziskav v Sierri Juárez in več kot 20 letom v Aladaglarju pa ni bilo mogoče preseči globin 1524 m oziroma 1400 m.
Zaradi vsega navedenega se je znatno povečala pozornost, v jamarskem svetu in tudi sicer namenjena Boj-Buloku, Uzbekistanu in Srednji Aziji. Nastalo je več regionalnih projektov, kot npr. Raziskovanje krasa in jam gore Bajsun-Tau, 2020–2021, Kras na strehi sveta (Pamir, Tadžikistan), 2020–2021, Srednjeazijski čezmejni speleoprojekt, Speleološka odprava "Tuja-Mujun - 2021" (Predgorje grebena Alaj, Kirgizija). Boj-Bulok in Čulbair sta se tudi uvrstila na seznam uzbekistanskih turističnih znamenitosti.
Jama je dobila veliko prostora v knjigi, ki so jo po obisku leta 1989 objavili italijanski jamarji, posvečena ji je oddaja angleške mreže BBC, namenjeno ji je več strani v knjigi Jamarskega društva SGS, raziskovalcev jame, je pa tudi glavna tema romana, ki ga je napisal eden izmed udeležencev odprave vanjo.